# Gerhard Geisler (Agrarwissenschaftler)

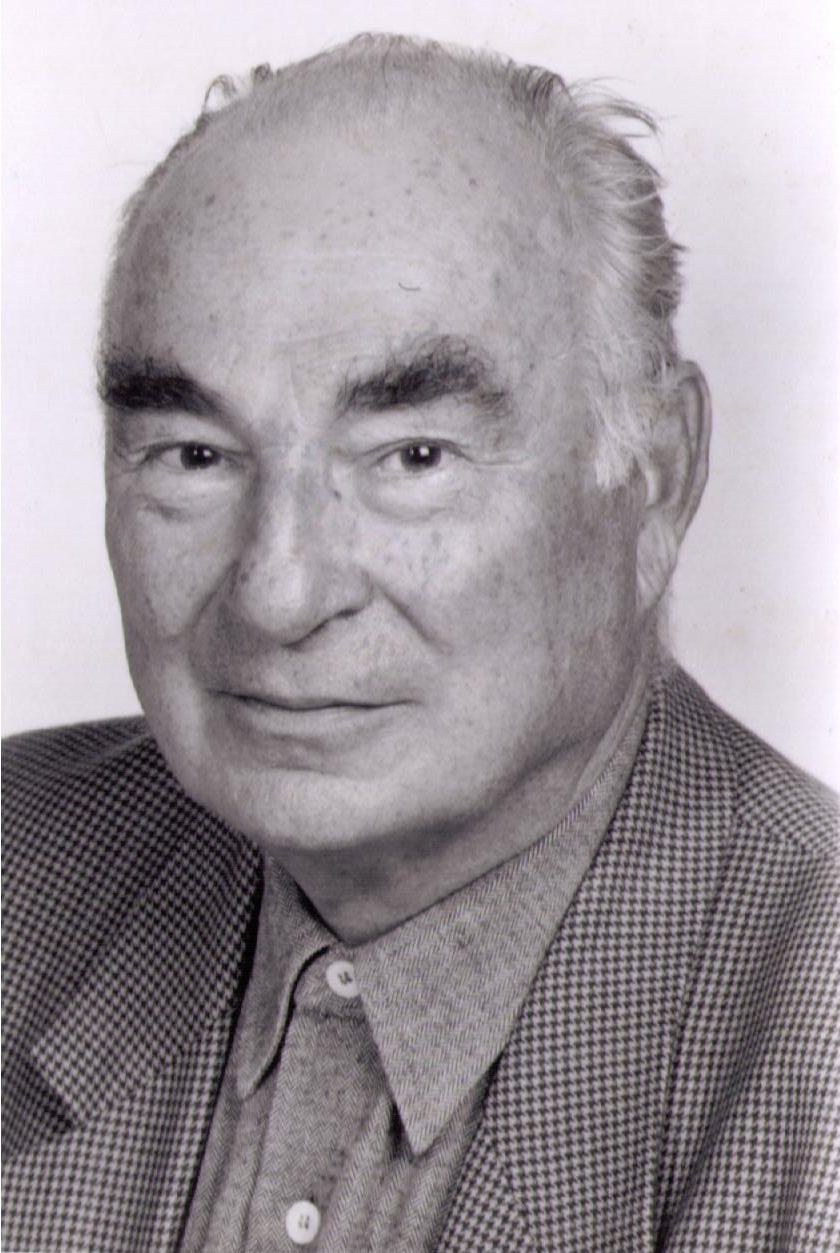
Gerhard Geisler

Gerhard Geisler (* 30. August 1927 in Berlin; † 13. Juli 2010 in Kiel) war ein deutscher Pflanzenbauwissenschaftler. Von 1969 bis 1992 lehrte er an der Universität Kiel. Sein Forschungsschwerpunkt war die Ökophysiologie der Ertragsbildung bei landwirtschaftlichen Kulturpflanzenarten unter besonderer Berücksichtigung des Wurzelwachstums.

## Leben
Gerhard Geisler, Sohn eines Senatsrates am Deutschen Patentamt, besuchte nach der Volksschule das humanistische Gymnasium in Berlin-Zehlendorf. Im Februar 1943 wurde er zunächst als Luftwaffenhelfer und im Dezember 1944 als Soldat zur Wehrmacht einberufen. Nach einjähriger Kriegsgefangenschaft kehrte er 1946 in seine Geburtsstadt zurück. Er begann ein Studium der Landwirtschaft an der Universität Berlin (heute: Humboldt-Universität) und absolvierte eine zweijährige landwirtschaftliche Lehre. Nach bestandener Prüfung zum Diplomlandwirt setzte er 1951 sein Studium an der Technischen Hochschule München-Weihenstephan fort. Unter der Ägide von Gustav Aufhammer promovierte er dort 1953 mit einer juristisch orientierten Dissertation Untersuchungen über die Möglichkeiten zum Schutze der Erfolge der Pflanzenzüchtung.
Bereits 1952 arbeitete Geisler als wissenschaftlicher Assistent am Institut für Rebenzüchtung Geilweilerhof. Sein Forschungsinteresse galt hier vornehmlich der Ökophysiologie der Weinreben. Neben dem Gasstoffwechsel standen Beziehungen zwischen Trockenheitsstress und Wurzelwachstum im Mittelpunkt seiner Experimente. In weiteren Untersuchungen konnte er komplexe Zuchtziele, wie „Ertrag“ und „Umweltanpassung“, auf Teilaspekte zurückführen und damit auch neue Erkenntnisse über die genetische Struktur bei den Weinreben gewinnen.
Neben seiner wissenschaftlichen Tätigkeit auf dem Geilweilerhof absolvierte Geisler seit 1955 eine Ausbildung als Referendar. 1959 bestand er die Staatsprüfung als Landwirtschaftsassessor für das Amt als Pflanzenzuchtleiter.
1960 bewarb sich Geisler erfolgreich auf eine weltweit ausgeschriebene Stelle als Pflanzenzüchter bei der wissenschaftlich führenden Commonwealth Scientific and Industrial Research Organisation (CSIRO, Division of Plant Industry) in Australien. Zwei Jahre arbeitete er als Senior Research Officer zunächst an einem Tabakforschungsinstitut in Mareeba (Queensland) und anschließend für 18 Monate bei der gleichen Organisation (Horticultural Section) am Division of Horticultural Research in Merbein (Victoria). Dort führte er Kreuzungen von Unterlagsreben durch. Fragen des Wurzelwachstums blieben auch hier neben den aktuellen wissenschaftlichen Aufgaben an den Instituten ein Schwerpunkt seiner experimentellen Forschungsarbeiten.
1964 kehrte Geisler nach Deutschland zurück. Als Assistent am Institut für Acker- und Pflanzenbau der Landwirtschaftlichen Hochschule Stuttgart-Hohenheim setzte er seine wissenschaftliche Laufbahn fort. 1967 habilitierte er sich mit einer Arbeit über Bodenluft und Pflanzenwachstum unter besonderer Berücksichtigung der Wurzel. 1969 folgte er einem Ruf an die Universität Kiel und übernahm dort den Lehrstuhl für Pflanzenbau und Pflanzenzüchtung. Als Leiter des gleichnamigen Instituts wirkte er hier bis zu seiner Emeritierung im Jahre 1992.

## Forschung und Lehre
Im Zentrum der Forschungstätigkeit von Gerhard Geisler an der Universität Kiel standen Fragen über die Ertragsbildung bei Raps, Mais und Weizen unter dem Aspekt anbautechnischer Fragestellungen. Spezieller Schwerpunkt waren hierbei experimentelle Arbeiten zur Ökophysiologie der Wurzelsysteme dieser Kulturpflanzenarten, deren morphologische Veränderungen bei unterschiedlichen Umweltfaktoren, die vielfältigen Wechselwirkungen bei der Wasser- und Nährstoffaufnahme und deren Einfluss auf die Ausbildung generativer Organe. Insbesondere wurde die morphogenetische Wirkung von Stickstoff auf Wurzelentwicklung- und wachstum untersucht.
Gemeinsam mit zahlreichen Mitarbeitern, Diplomanden und Doktoranden hat Geisler an seinem Institut an der Universität Kiel die Ökophysiologie der Ertragsbildung landwirtschaftlicher Kulturpflanzenarten in den Mittelpunkt der Pflanzenbauwissenschaft gerückt. 43 Dissertationen und mehr als 230 Beiträge in Fachzeitschriften sind Dokumente dieser ökophysiologisch orientierten Pflanzenbauforschung. Mehrere Schüler Geislers habilitierten sich und wurden auf zentrale Lehrstühle für Pflanzenbau in Deutschland und im europäischen Ausland berufen.
Als Wissenschaftler hat Geisler eindeutige Forschungsschwerpunkte gesetzt, als Hochschullehrer jedoch die Pflanzenbauwissenschaft in umfassender fachlicher Breite vertreten. Einen Namen weit über sein Fachgebiet hinaus machte er sich als Lehrbuchautor. Seine Hauptwerke Pflanzenbau in Stichworten (1970/71), Pflanzenbau (1980, 2. Aufl. 1988), Ertragsbildung der Kulturpflanzen (1981), Ertragsphysiologie von Kulturarten des gemäßigten Klimas (1983) und der Farbatlas landwirtschaftliche Kulturpflanzen (1991) waren für mehrere Studentengenerationen didaktisch vorbildliche Einführungen und Wegweiser in die Wissenschaft vom Pflanzenbau. Von 1975 bis 2002 hat Geisler die seinerzeit überwiegend noch deutschsprachige „Zeitschrift für Acker- und Pflanzenbau“ herausgegeben und sie zu einer internationalen Fachzeitschrift mit englischsprachigen Beiträgen umgestaltet. Seit 1986 erscheint sie unter dem Titel „Journal of Agronomy and Crop Science“.
Geisler vertrat als Lehrstuhlinhaber und Institutsdirektor in Forschung und Lehre nicht nur sein wissenschaftliches Fachgebiet, sondern er sah sich auch in der Verantwortung, in der Universität als einer der Allgemeinheit verpflichteten Institution für die Selbstverwaltung tätig zu sein. Er besaß klare Vorstellungen von den Zielen und Aufgaben der Universität, die nicht nur der Berufsausbildung zu dienen hat, sondern in einer grundlegenden Funktion der allgemeinen Bildung verpflichtet ist. Mit großem Engagement betätigte er sich daher in der akademischen Selbstverwaltung. Während der Amtsperiode 1971/72 war er Rektor der Universität und von 1974 bis 1977 Dekan der Landwirtschaftlichen Fakultät. Er übernahm für zwei Jahre den Vorsitz des Fakultätentages der agrarwissenschaftlichen Fakultäten der Bundesrepublik Deutschland. In den unruhigen Zeiten der 70er Jahre hat er durch ständige Diskussionsbereitschaft gegenüber den Studierenden in erheblichen Maße dazu beigetragen, an der Universität Kiel ein geordnetes Studium aufrechtzuerhalten.
In mehreren Beiträgen hat sich Geisler zu grundlegenden Fragen der Wissenschaftsentwicklung geäußert. Hervorzuheben ist sein 1994 in der Zeitschrift „Landbauforschung Völkenrode“ publizierter Vortrag Gedanken zur Wissenschaft in unserer Zeit unter besonderer Berücksichtigung der Pflanzenproduktion – ein auch heute noch aktueller Beitrag über die Stellung von Wissenschaft und Forschung in unserer Gesellschaft und über die soziale Verantwortung der Wissenschaftler, ihre Tätigkeit gegenüber der Öffentlichkeit zu rechtfertigen.
Beachtenswert nicht nur für Pflanzenbauwissenschaftler ist Geislers 2002 erschienene Autobiographie unter dem Titel 1927ff.: Ein Weg durch Welten – lebendig geschriebene Erinnerungen unter Einbeziehung des politischen und gesellschaftlichen Geschehens der jeweiligen Lebensabschnitte.
Von 1988 bis 1990 war Gerhard Geisler Vorsitzender der Gesellschaft für Pflanzenbauwissenschaften. 2007 ernannte ihn diese wissenschaftliche Fachgesellschaft zu ihrem Ehrenmitglied.

## Bücher und Schriften
- Untersuchungen über die Möglichkeiten zum Schutze der Erfolge der Pflanzenzüchtung. Diss. Techn. Hochschule München 1953. Maschinenschr. vervielf.
- Bodenluft und Pflanzenwachstum unter besonderer Berücksichtigung der Wurzel. Habil.-Schr. Landw. Hochschule Hohenheim. Verlag Eugen Ulmer Stuttgart 1967 = Arbeiten der Landwirtschaftlichen Hochschule Hohenheim Band 40.
- Pflanzenbau in Stichworten. Verlag Ferdinand Hirt Kiel. Band 1: Die Kulturpflanzen 1970; Band 2: Die Ertragsbildung 1971.
- Universität im Wandel. Antrittsrede des Rektors Gerhard Geisler anlässlich der Übernahme des Rektorats der Christian-Albrechts-Universität am 6. Mai 1971. Kiel 1971.
- Pflanzenbau. Ein Lehrbuch – Biologische Grundlagen und Technik der Pflanzenproduktion. Verlag Paul Parey, Berlin und Hamburg 1980; 2. Aufl. ebd. 1988.
- Ertragsbildung von Kulturpflanzen. Wissenschaftliche Buchgesellschaft Darmstadt 1981 = Erträge der Forschung Band 149.
- Ziele, Inhalte und Organisation des landwirtschaftlichen Studiums im Überblick – der Universitätsbereich. In: Fredeburger Hefte. Heft 10, 1981, S. 9–21.
- Ertragsphysiologie von Kulturarten des gemäßigten Klimas. Verlag Paul Parey, Berlin und Hamburg 1983.
- Farbatlas Landwirtschaftliche Kulturpflanzen. Verlag Eugen Ulmer, Stuttgart 1991.
- Gedanken zur Wissenschaft in unserer Zeit unter besonderer Berücksichtigung der Pflanzenproduktion. In: Landbauforschung Völkenrode. Jg. 44, 1994, S. 235–242.
- 1927ff.: Ein Weg durch Welten. Erinnerungen – Reflexionen. Verlag Dr. Kovac Hamburg 2002 = Schriftenreihe Lebenserinnerungen Band 49.